# Hoplitis caucasica
Hoplitis caucasica là một loài Hymenoptera trong họ Megachilidae. Loài này được Friese mô tả khoa học năm 1920.